# Hemelse Stammen
De tien Hemelse Stammen (Mandarijn Chinees: 天干, Pinyin: tiāngān) is een Chinees systeem van rangtelwoorden dat ontstond tijdens de Shang-dynastie (c. 1250 v.Chr) als de namen van de tien weekdagen. De Hemelse Stammen werden gebruikt in combinatie met Aardtakken, een vergelijkbare cyclus van twaalf dagen, om een samengestelde cyclus van zestig dagen te vormen. Later verloren de Hemelse Stammen hun functie als weekdagen en verkregen ze andere functies, onder andere in combinatie met de Aardtakken om een zestigjarige kalendercyclus te vormen.

## Tabel
|                    | Hemelse Stammen    | Chinese talen | Chinese talen | Chinese talen | Chinese talen | Chinese talen | Japans      | Japans                | Koreaans    | Wǔxíng      | Wuxing- correlatie |
| Standaardmandarijn | Standaardmandarijn | Kantonees     | Middelchinees | Oudchinees    | On-lezing     | Kun-lezing    |             |                       | Koreaans    | Wǔxíng      | Wuxing- correlatie |
| Zhùyīn             | Hemelse Stammen    | Pīnyīn        | Jyutping      | Zhèngzhāng    | Zhèngzhāng    | Rōmaji        | Rōmaji      | HKR                   |             | Wǔxíng      | Wuxing- correlatie |
| ------------------ | ------------------ | ------------- | ------------- | ------------- | ------------- | ------------- | ----------- | --------------------- | ----------- | ----------- | ------------------ |
| 1                  | 甲                 | ㄐㄧㄚˇ       | jiǎ           | gaap³         | kˠap          | *kraːb        | コウ (kō)   | きのえ (kinoe)        | 갑 (gap)    | 木 (hout)   | 東 Oost            |
| 2                  | 乙                 | ㄧˇ           | yǐ            | jyut⁶         | ʔˠiɪt         | *qriɡ         | オツ (otsu) | きのと (kinoto)       | 을 (eul)    | 木 (hout)   | 東 Oost            |
| 3                  | 丙                 | ㄅㄧㄥˇ       | bǐng          | bing²         | pˠiæŋX        | *pqraŋʔ       | ヘイ (hei)  | ひのえ (hinoe)        | 병 (byeong) | 火 (vuur)   | 南 Zuid            |
| 4                  | 丁                 | ㄉㄧㄥ        | dīng          | ding¹         | teŋ           | *teːŋ         | テイ (tei)  | ひのと (hinoto)       | 정 (jeong)  | 火 (vuur)   | 南 Zuid            |
| 5                  | 戊                 | ㄨˋ           | wù            | mou⁶          | məwH          | *mus          | ボ (bo)     | つちのえ (tsuchinoe)  | 무 (mu)     | 土 (aarde)  | 中 Midden          |
| 6                  | 己                 | ㄐㄧˇ         | jǐ            | gei²          | kɨX           | *kɯʔ          | キ (ki)     | つちのと (tsuchinoto) | 기 (gi)     | 土 (aarde)  | 中 Midden          |
| 7                  | 庚                 | ㄍㄥ          | gēng          | gang¹         | kˠæŋ          | *kraːŋ        | コウ (kō)   | かのえ (kanoe)        | 경 (gyeong) | 金 (metaal) | 西 West            |
| 8                  | 辛                 | ㄒㄧㄣ        | xīn           | san¹          | siɪn          | *siŋ          | シン (shin) | かのと (kanoto)       | 신 (sin)    | 金 (metaal) | 西 West            |
| 9                  | 壬                 | ㄖㄣˊ         | rén           | jam⁴          | ȵiɪm          | *njɯm         | ジン (jin)  | みずのえ (mizunoe)    | 임 (im)     | 水 (water)  | 北 Noord           |
| 10                 | 癸                 | ㄍㄨㄟˇ       | guǐ           | gwai³         | kiuɪX         | *kʷilʔ        | キ (ki)     | みずのと (mizunoto)   | 계 (gye)    | 水 (water)  | 北 Noord           |

De Japanse namen voor de Hemelse Stammen in de kun-lezing zijn gebaseerd op hun overeenkomstige wǔxíng-elementen, gevolgd door het bezittelijke partikel の (no) en het woord え (e) of het woord と (to).

## Herkomst
Ten tijde van de Shang-dynastie geloofde men dat er tien zonnen waren die verschenen in de volgorde van een tiendaagse cyclus. De Hemelse Stammen (tiāngān 天干) waren de namen van de tien zonnen, die mogelijk wereldtijdperken indiceerde net als de Vijf Zonnen en de Zes tijdperken van de wereld van Augustinus van Hippo. Ze kwamen voor in de namen van koningen en tempelnamen van de Shang-dynastie. De namen werden ook gebruikt in relationele termen (vader, moeder, grootvader, grootmoeder) waaraan één van de tien gān-namen was toegevoegd, bijvoorbeeld: Grootvader Jiǎ. Sommige historici denken dat de heersende klasse ten tijde van de Shang-dynastie tien clans kende, maar het is niet duidelijk of hun samenleving de mythe weerspiegelde of vice versa. De associaties met Yin-Yang en de Vijf Elementen ontwikkelden zich later, na de ineenstorting van de Shang-dynastie.
De letterlijke betekenis van de karakters waren en zijn nu grofweg als volgt: 
| Hemelse Stammen | Betekenis                | Betekenis |
| Hemelse Stammen | Origineel                | Modern |
| --------------- | ------------------------ | --- |
| 甲              | schelp                   | eerste (boek 1, persoon A, etc.), methylgroep, helm, schild, woorden gerelateerd aan kevers, schaaldieren, vinger- en teennagels |
| 乙              | vis-ingewanden           | tweede (boek 2, persoon B, etc.), ethylgroep, bocht                                                                              |
| 丙              | vissenstaart             | derde, helder, vuur, vissenstaart (zelden gebruikt)                                                                              |
| 丁              | spijker                  | vierde, man, robuust, T-vormig, slaan, een achternaam                                                                            |
| 戊              | lans                     | (niet in gebruik) |
| 己              | draden op een weefgetouw | zelf |
| 庚              | avondster                | leeftijd (van een persoon) |
| 辛              | superieuren beledigen    | bitter, pikant, zwaar werk |
| 壬              | last                     | op de schouder nemen |
| 癸              | gras voor libatie        | (niet in gebruik) |

## Tegenwoordig gebruik
De Hemelse Stammen zijn nog altijd in gebruik in Oost-Aziatische telsystemen, vergelijkbaar met de manier waarop het alfabet wordt gebruikt in het Westerse talen om een lijst te vormen.
- Zuid-Korea en Japan gebruiken de Hemelse Stammen op juridische documenten. In Zuid-Korea worden de karakters gap (甲) and eul (乙) consistent gebruikt om verschillende personen in een contract mee aan te duiden.
- De keuzes van meerkeuzevragen op examens, enquêteformulieren, etc.
- Stofnamen in de organische chemie, zoals: methanol 甲醇 jiǎchún; ethanol: 乙醇 yǐchún
- Ziektes (Hepatitis A: 甲型肝炎  jiǎxíng gānyán; Hepatitis B: 乙型肝炎 yǐxíng gānyán)
- Sportcompetities (Serie A: 意甲 yìjiǎ)
- Vitamines (ookal is het ABC-systeem populairder in dit geval)
- Karakterconversatie in een korte tekst, 甲 spreekt, 乙 antwoordt.
- Rapportcijfers in Taiwan, met als extra karakter 優 yōu ("uitstekend").
- In astrologie en feng shui